# ファーストクラス (サード・クラスのアルバム)
『ファーストクラス』は、日本のバンド・サード・クラスが1998年12月10日に発売した1stアルバムである。発売元は、UKプロジェクト。

## 解説
1997年結成後様々なレコード会社に自主制作CDを送ったところ、UKプロジェクト社長の遠藤幸一の目にとまり1stアルバムを販売開始。

### メンバー
ギター＆ボーカル 袴田卓也
キーボード 大塚弥生
ヴァイオリン 武藤新
ベース 永井健二郎
ドラム 山本寛

## 収録曲
1. 基本
2. 〜したい
3. 輪になる
4. とんでいく
5. がんばった
6. 犬との生活
7. 通販
8. アイパー
9. 星占いのコーナー
10. 熊
11. シーパラダイス
12. 名場面